# 2014年10月臺灣
| << | 2014年10月 （民國103年） | >> |    |    |    |    |
| \| 日 \| 一 \| 二 \| 三 \| 四 \| 五 \| 六 \| \| \| \| \| 1 \| 2 \| 3 \| 4 \| \| 5 \| 6 \| 7 \| 8 \| 9 \| 10 \| 11 \| \| 12 \| 13 \| 14 \| 15 \| 16 \| 17 \| 18 \| \| 19 \| 20 \| 21 \| 22 \| 23 \| 24 \| 25 \| \| 26 \| 27 \| 28 \| 29 \| 30 \| 31 \| \| \| \| \| \| \| \| \| \| |                          |    |    |    |    |    |
| 臺灣新聞動態／維基新聞 |                          |    |    |    |    |    |
| 世界／中国大陆／臺灣 |                          |    |    |    |    |    |
| 日 | 一                       | 二 | 三 | 四 | 五 | 六 |
| |                          |    | 1  | 2  | 3  | 4  |
| 5 | 6                        | 7  | 8  | 9  | 10 | 11 |
| 12 | 13                       | 14 | 15 | 16 | 17 | 18 |
| 19 | 20                       | 21 | 22 | 23 | 24 | 25 |
| 26 | 27                       | 28 | 29 | 30 | 31 |    |
| |                          |    |    |    |    |    |

## 10月1日
- 為了聲援香港佔領中環運動，在臺港人及臺灣民間人士於本日晚間在臺北、高雄、花蓮等地舉行晚會表達對香港群眾的支持[1][2][3]。

## 10月3日
- 衛生福利部部長邱文達因劣質油品事件請辭獲准，同時行政院亦將食品藥物管理署署長葉明功調離原職，並由原副署長姜郁美接任[4][5]。
- 最高法院今日判決謝吳雪蕙、徐茂雄與鴻固公司須賠償東星大樓倒塌案中受災戶及罹難者家屬連同利息共新臺幣3.3億元，全案至此定讞，但受災戶義務律師鄭文隆指出，鴻固公司已成為空殼公司，根本無法償還賠款[6][7][8][9][10]。

## 10月4日
- 為了抗議房價高漲，101個民間團體共同發起巢運，號召於本日晚間在臺北市宏盛帝寶前夜宿，共約15,000人參與；另外，臺中市亦有約50名民眾因響應而前往市長胡志強寓所外過夜[11][12][13][14]。

## 10月8日
- 臺南地檢署查獲頂新國際集團旗下正義公司使用從越南進口之飼料用豬油製為食用油，並已流入市場，第二波劣質油品事件爆發[15][16]。

## 10月9日
- 臺南市議會今日下午審查臺南市政府下一年度總預算案，中國國民黨黨團因參與選舉行程僅盧崑福在場，而民主進步黨黨團在甲級動員的人數優勢下於30分鐘內全數審查通過，平均一案僅費時10秒鐘[17]。

## 10月10日
- 隸屬國家實驗研究院的研究船海研五號本日晚間於澎湖外海沉沒[18][19]。

## 10月15日
- 桃園縣政府衛生局稽查南僑食品廠發現旗下123項產品疑似工業油混當食用油販售 。[20]
- 臺中市政府衛生局針對轄內14家頂新集團旗下的松青超市全面稽查，查獲4家使用過期食材改製或改標成15項的熟食販售。[21]

## 10月17日
- 行政院今日下午宣布由蔣丙煌接任衛生福利部部長[22][23]。
- 前味全食品董事長魏應充因涉及劣質油品事件遭彰化地方法院裁定收押禁見[24][25]。

## 10月18日
- 澎湖南方四島國家公園正式掛牌成為中華民國臺灣第九座國家公園。[26]

## 10月19日
- 花蓮縣光復鄉公所凌晨遭以紅漆噴上「光復鄉沒光復」、「土地是永恆的國」、「TAFALONG」、「FATAAN」等字句，抗議現行地名對原住民族文化不尊重，要求恢復傳統議題[27][28]。
- 位於高雄市林園區的新三輕所屬之燃燒塔下午冒出大火及濃煙，並使下風處瀰漫惡臭，臺灣中油表示此次事件原因為壓縮機跳俥，而高雄市政府環境保護局亦將依《空氣汙染防制法》開罰[29][30]。

## 10月20日
- 逾百名華隆自救會成員本日上午佔領勞動部大廳，要求政府代位求償、處理惡性倒閉之廠商遺留的退休金及資遣費問題，並修改《勞動基準法》第28條以擴大政府墊償範圍至全額退休金、資遣費，同時將勞工債權序位提高至優先於抵押權[31][32][33][34]。
- 喧騰一時的日月光案本日由高雄地方法院宣判，日月光半導體因違反《廢棄物清理法》罰款新臺幣300萬元、蘇炳碩等4人判處1年4月至1年10月不等之刑期，但4人皆獲緩刑，而先前同樣遭調查的張虔生等公司高層則在調查後被判定為不知情而獲不起訴處分[35][36][37]。

## 10月21日

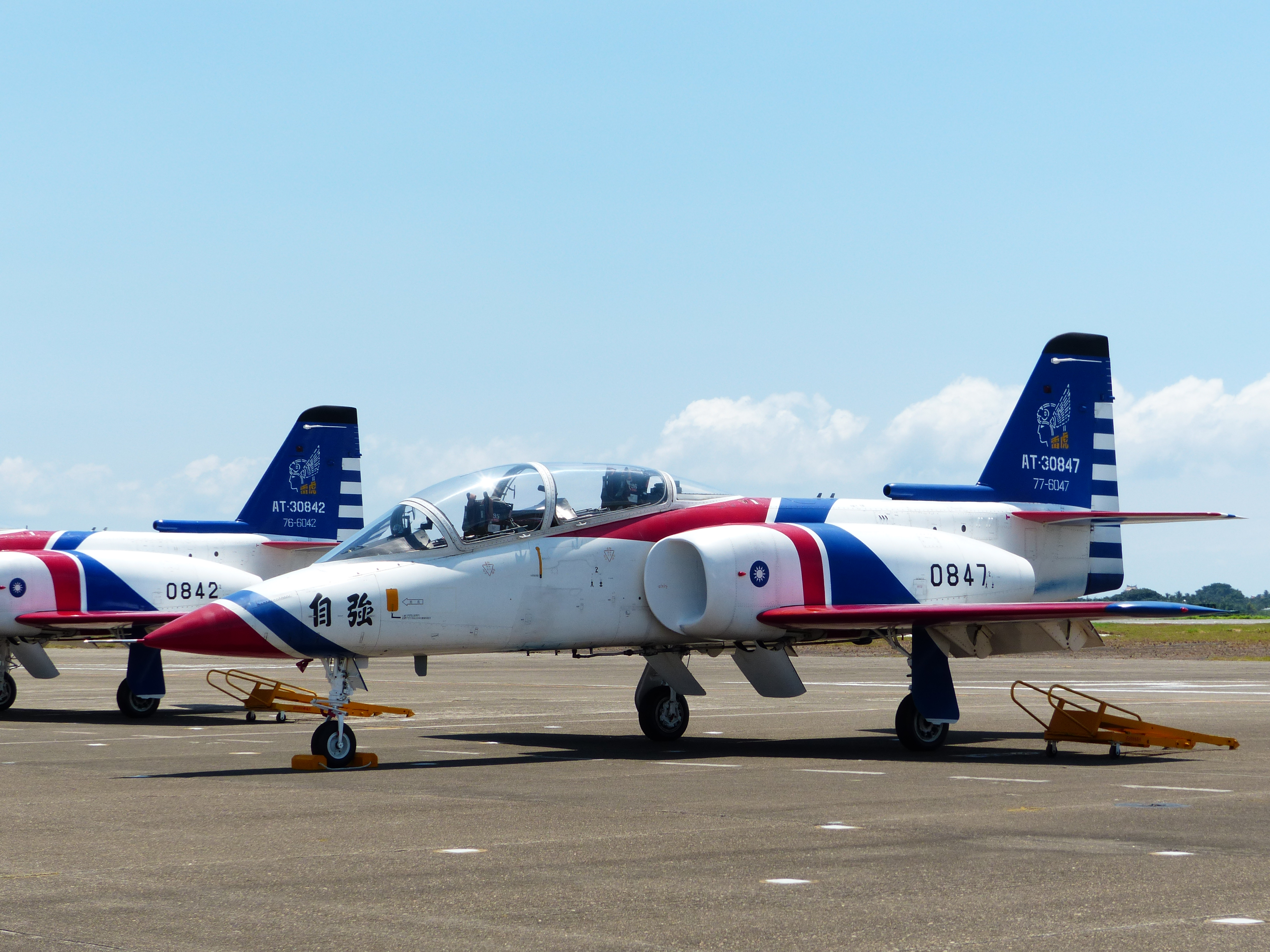
2014年10月21日雷虎小組飛行訓練事故中，受損的0847號機（2013年攝影）。

- 空軍官校2架AT-3教練機，本日上午11時17分執行雷虎小組三機尾隨滾訓練時發生擦撞，其中0815號機墜毀於高雄市梓官區梓官國小附近農田，操縱者莊倍源中校為避開人群與民宅過晚跳傘，全身多處受創，送岡山醫院急救後傷重不治。另一架楊志平中校駕駛的0847號機則於11時24分平安降落[38][39]。

## 10月24日
- 司法院大法官做出《第725號解釋》，宣告法院不得因遭宣告違憲之法律條文尚於定期失效之期限內而駁回再審及非常上訴等救濟行為[40][41]。

## 10月25日
- 因交通部及遠通電收遲未解決國道收費員安置問題，超過300名前國道收費員上午於中山高速公路北上車道53公里處以「六步一跪」的方式遊行表達不滿，最終於中午時由警方抬離，期間造成該路段僅餘單線車道通行[42][43][44]。
- 第12屆臺灣同志大遊行於臺北市舉行，主題為「擁抱性／別　認同差異」，超過65,000人參與[45][46]。

## 10月28日
- 高雄高等行政法院下午判決臺東縣政府為美麗灣開發案所做的環境影響評估違反《環境影響評估法》及其施行細則之規定，因此撤銷該次環評結論[47][48][49][50]。

## 10月31日
- 臺北市議會議員、前中國國民黨主席馬英九辦公室主任賴素如因台北雙子星弊案被控期約索賄1500萬元，且已收取前金100萬元，再以市議員職權在議會提案護航太極雙星團隊，排除其他廠商競爭，遭臺北地方法院依職務上之行為收受賄賂罪判處10年有期徒刑，褫奪公權5年。[51]